# Leucotmemis syrphiformis
Leucotmemis syrphiformis là một loài bướm đêm thuộc phân họ Arctiinae, họ Erebidae.